# Jalapilla
Jalapilla es una localidad del estado mexicano de Veracruz. Es parte del municipio de Rafael Delgado.

## Demografía
| Gráfica de evolución demográfica |
|                                  |

| Censo | Población |
| ----- | --------- |
| 1900  | 396       |
| 1910  | 309       |
| 1921  | 400       |
| 1930  | 416       |
| 1940  | 804       |
| 1950  | 1 155     |
| 1960  | 1 363     |
| 1970  | 2 001     |
| 1980  | 3 039     |
| 1990  | 4 025     |
| 1995  | 4 888     |
| 2000  | 5 443     |
| 2005  | 6 823     |
| 2010  | 8 245     |
| 2020  | 10 162    |